# Public Address

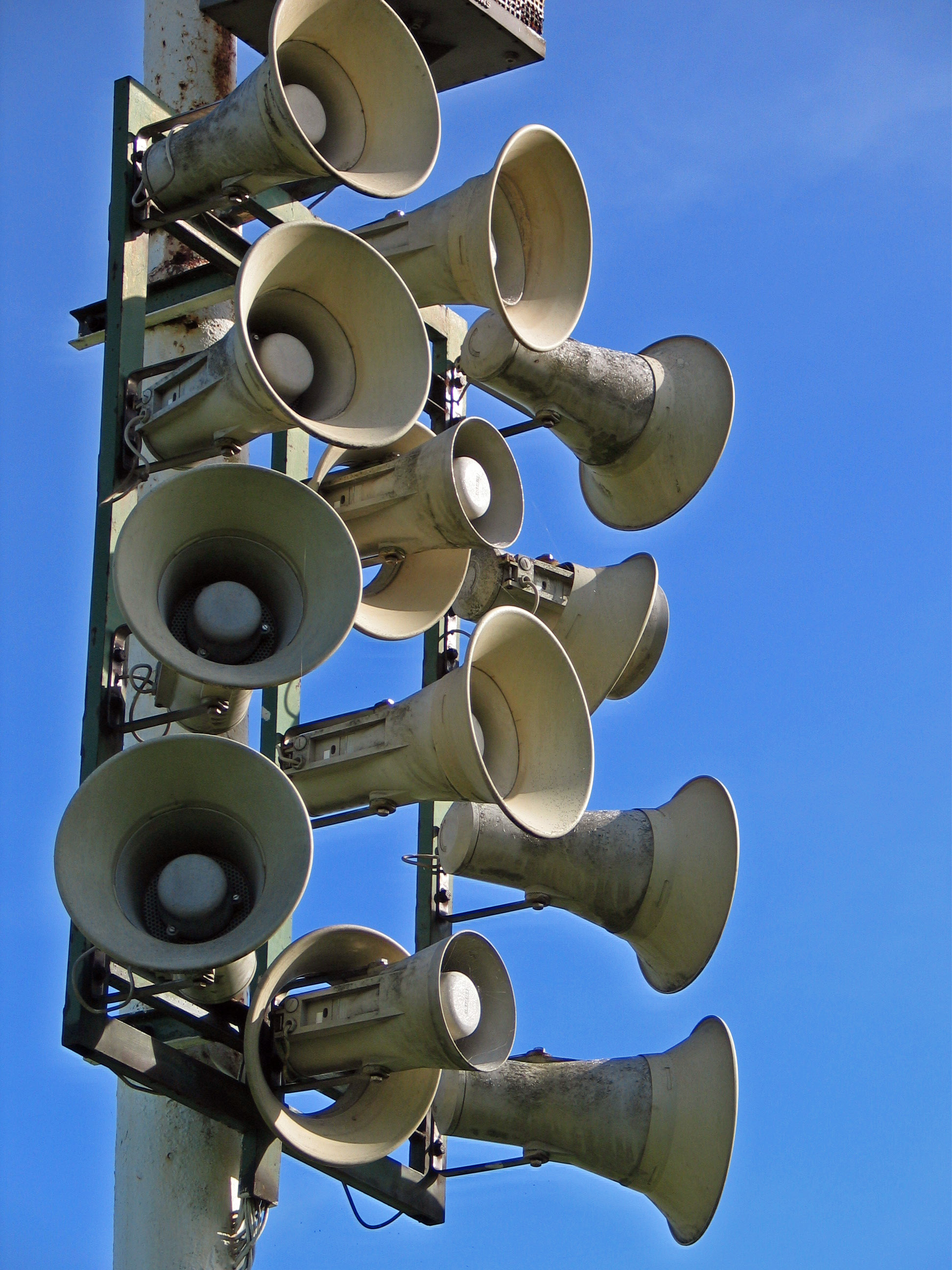
Les haut-parleurs à pavillon sont souvent utilisés pour s'adresser au grand public.

Un Public Address (ou PA system) est un système d'amplification et de distribution sonore électronique par le biais d'un microphone, amplificateur et de haut-parleurs, permettant de communiquer un message vocal au grand public avec une bande passante limitée à celle de la voix humaine, par exemple dans des gares ou des stades et également dans les véhicules de transport (train, avion, autobus). Le terme est également utilisé pour les consoles de mixage, amplificateurs et haut-parleurs adaptés à la musique mais aussi à la parole.

## Histoire

### Annonceur automatique
En 1910, l'Automatic Electric Company (en) de Chicago, dans l'Illinois, qui était déjà un important fournisseur de standards téléphoniques automatiques, annonça qu'elle avait mis au point un haut-parleur, qu'elle commercialisa sous le nom d’Automatic Enunciator (ou annonceur automatique). Le président de la société, Joseph Harris, prévoyait de multiples utilisations potentielles, et la publicité initiale soulignait la valeur de l'invention en tant que système de sonorisation d'hôtel, permettant aux personnes dans toutes les pièces publiques d'entendre les annonces vocales. En juin 1910, une première démonstration "semi-publique" est faite aux journalistes de la presse dans le bâtiment de l'Automatic Electric Company, où la voix d'un orateur est transmise à des haut-parleurs placés à une douzaine d'endroits « dans tout le bâtiment ».
Peu de temps après, l'Automatic Enunciator Company s'est formée à Chicago afin de commercialiser le nouveau dispositif, et une série d'installations promotionnelles a suivi. En août 1912, une grande installation extérieure fut réalisée lors d'un carnaval aquatique organisé à Chicago par l'Associated Yacht and Power Boat Clubs of America. Soixante-douze haut-parleurs ont été suspendus par paires à des intervalles de 12 mètres le long des quais, couvrant un total de 800 mètres de tribunes. Le système était utilisé pour annoncer les rapports et les descriptions des courses, pour diffuser une série de discours sur le "Plan Chicago" et pour diffuser de la musique entre les courses.
En 1913, de multiples unités ont été installées dans tout le stade de baseball Comiskey Park à Chicago, à la fois pour faire des annonces et pour fournir des intermèdes musicaux, avec Charles A. Comiskey cité comme disant : « Le jour de l'homme au mégaphone est passé dans notre parc ». La société a également mis en place un service expérimental, appelé le Musolaphone (en), qui a été utilisé pour transmettre des nouvelles et des programmes de divertissement aux abonnés domestiques et professionnels dans le sud de Chicago, mais cet effort fut de courte durée. La société a continué à commercialiser les énonciateurs pour faire des annonces dans des établissements tels que les hôpitaux, les grands magasins, les usines et les gares ferroviaires, bien que l'Automatic Enunciator Company ait été dissoute en 1926.

### Magnavox

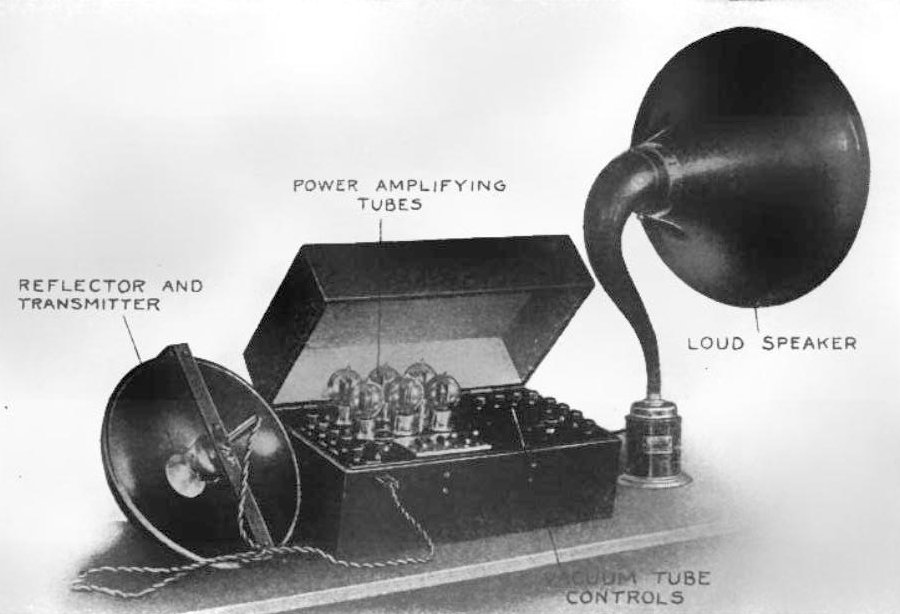
Premier système de sonorisation utilisant un haut-parleur Magnavox, vers 1920. Le microphone était doté d'un réflecteur métallique qui concentrait les ondes sonores, permettant à l'orateur de se tenir en retrait pour ne pas masquer son visage. Les premiers tubes à vide ne pouvaient pas produire beaucoup de gain, et même avec six tubes, l'amplificateur avait une faible puissance. Pour produire un volume suffisant, le système utilisait un haut-parleur à pavillon. L'unité cylindrique du derrière le pavillon contenait le diaphragme, que la bobine mobile faisait vibrer pour produire le son à travers un pavillon évasé. Il produisait beaucoup plus de volume sonore à partir d'un amplificateur donné qu'un haut-parleur à cône. Les pavillons ont été utilisés dans pratiquement tous les premiers systèmes de sonorisation et le sont encore dans la plupart des systèmes, au moins pour les tweeters à haute fréquence.

Peter Jensen et Edwin Pridham de Magnavox ont commencé à expérimenter la reproduction du son dans les années 1910. Travaillant dans un laboratoire à Napa (Californie), ils ont déposé le premier brevet pour un haut-parleur à bobine mobile en 1911. Quatre ans plus tard, en 1915, ils ont construit un haut-parleur dynamique avec une bobine mobile de 2,5 cm, un diaphragme (en) ondulé de 7,6 cm et un pavillon de 86 cm avec une ouverture de 56 cm. Son électroaimant créait un  flux d'entrefer d'environ 11000 Gauss.
Leur première expérience utilisait un microphone à charbon. Lorsque la batterie de 12 V a été connectée au système, ils ont expérimenté l'un des premiers effets Larsen, un effet typique indésirable souvent caractérisé par des sons aigus. Ils ont ensuite placé le haut-parleur sur le toit du laboratoire, et affirment que la voix humaine amplifiée pouvait être entendue jusqu'à 1 mile (1,6 km). Jensen et Pridham ont perfectionné le système et ont connecté un phonographe au haut-parleur pour qu'il puisse diffuser de la musique enregistrée. Ils l'ont fait à plusieurs reprises, notamment une fois au laboratoire de Napa, à l'Exposition universelle de 1915 et le 24 décembre 1915 à l'hôtel de ville de San Francisco aux côtés du maire James Rolph. Cette manifestation était la présentation officielle du système fonctionnel, et environ 100 000 personnes se sont rassemblées pour entendre la musique et les discours de Noël « avec une netteté absolue ».
La première diffusion extérieure a été faite une semaine plus tard, à nouveau supervisée par Jensen et Pridham,. Le 30 décembre, alors que le gouverneur de Californie Hiram Johnson était trop malade pour prononcer un discours en personne, des haut-parleurs ont été installés au Civic Auditorium de San Francisco, reliés par un câble et un microphone à la maison de Johnson à quelques kilomètres de là, d'où il a prononcé son discours. Jensen aidait le gouverneur à utiliser le microphone tandis que Pridham faisait fonctionner le haut-parleur.
L'année suivante, Jensen et Pridham ont déposé un brevet pour ce qu'ils ont appelé leur  « phonographe grossissant le son ». Au cours des deux années suivantes, ils ont développé leur premier amplificateur à soupape. En 1919, celui-ci a été normalisé en tant qu'amplificateur de 25 watts à 3 étages.
Ce système a été utilisé par l'ancien président américain William Howard Taft lors d'un discours à Grant Park à Chicago, et utilisé pour la première fois par un président en exercice lorsque Woodrow Wilson s'est adressé à 50 000 personnes à San Diego, en Californie,. Des systèmes similaires ont été utilisés les années suivantes par Warren G. Harding et Franklin D. Roosevelt.

### Marconi
Au début des années 1920, Marconi avait créé un département dédié à la sonorisation (Public Address) et commençait à produire des haut-parleurs et des amplificateurs pour répondre à une demande croissante. En 1925, George V a utilisé un tel système à la British Empire Exhibition, s'adressant à 90 000 personnes via six haut-parleurs à longue portée. Cette utilisation publique des haut-parleurs a attiré l'attention sur les possibilités d'une telle technologie. En 1925, le Royal Air Force Pageant à Hendon Aerodrome (en) a utilisé un système Marconi pour permettre à l'annonceur de s'adresser à la foule, ainsi que d'amplifier la fanfare. En 1929, la course du Trophée Schneider à Calshot Spit (en) a utilisé un système de sonorisation qui avait 200 pavillons, pesant au total 20 tonnes.

### Fin des années 1920-1930
Les ingénieurs ont inventé les premiers amplificateurs et systèmes de haut-parleurs puissants pour les systèmes de sonorisation et les cinémas. Ces grands systèmes de sonorisation et de cinéma étaient très grands et très chers, et ne pouvaient donc pas être utilisés par la plupart des musiciens en tournée. Après 1927, des systèmes de sonorisation plus petits, portables et alimentés par le secteur, qui pouvaient être branchés sur une prise murale ordinaire, « sont rapidement devenus populaires auprès des musiciens » ; en effet, « [...] Leon McAuliffe (avec Bob Wills) utilisait encore un micro à charbon et une sono portable en 1935 ». De la fin des années 1920 au milieu des années 1930, les petits systèmes de sonorisation portables et les amplificateurs combinés pour guitare étaient assez similaires. Ces premiers amplis avaient « un seul contrôle de volume et une ou deux prises d'entrée, des haut-parleurs à bobine de champ » et de minces cabinets en bois ; remarquablement, ces premiers amplis n'avaient pas de contrôle de tonalité ou même un interrupteur marche-arrêt. Des systèmes de sonorisation portables que l'on pouvait brancher dans des prises murales sont apparus au début des années 1930, lorsque l'introduction de condensateurs électrolytiques et de tubes redresseurs a permis d'obtenir des alimentations intégrées économiques qui pouvaient être branchées dans des prises murales. Auparavant, les amplificateurs nécessitaient de lourds blocs de batteries multiples.

### Mégaphone électrique

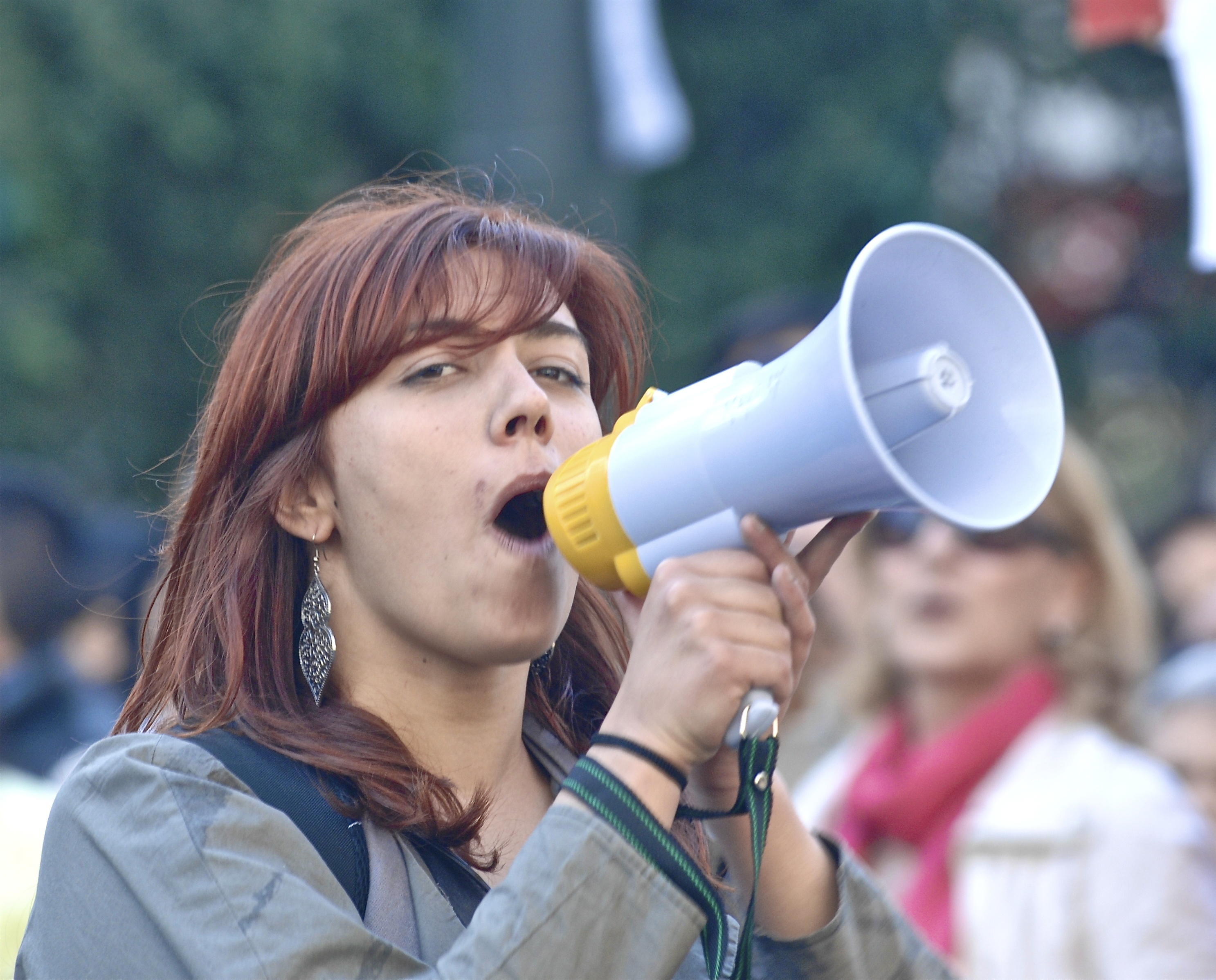
Une femme utilisant un petit mégaphone électrique à main lors d'une manifestation au Portugal. Les mégaphones électriques utilisent un type de haut-parleur à pavillon appelé " pavillon réflex " ou " pavillon réentrant ".

Dans les années 1960, une version amplifiée du mégaphone, qui utilisait un haut-parleur, un amplificateur et un pavillon replié, a largement remplacé le porte-voix conique de base. Les petits mégaphones électriques portatifs à piles sont utilisés par les pompiers et les secouristes, la police, les manifestants et les personnes qui s'adressent à des publics à l'extérieur. Sur de nombreux petits modèles portatifs, le microphone est monté à l'arrière de l'appareil, et l'utilisateur tient le mégaphone devant sa bouche pour l'utiliser, et appuie sur une gâchette pour allumer l'amplificateur et le haut-parleur. Les mégaphones électriques de plus grande taille peuvent être équipés d'un microphone relié par un câble, ce qui permet à une personne de parler sans que son visage ne soit masqué par le pavillon.

## Petits systèmes de PA

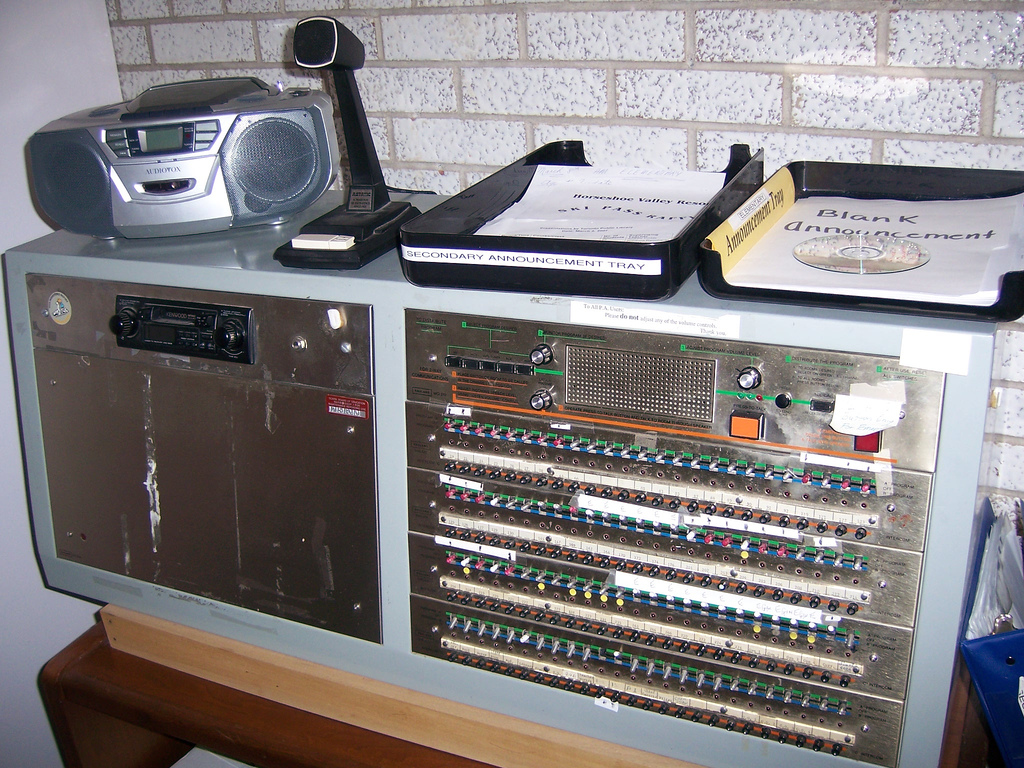
Système de sonorisation dans un vieux lycée.

Les systèmes de sonorisation les plus simples et les plus petits se composent d'un microphone, d'un amplificateur et d'un ou plusieurs haut-parleurs. Les systèmes de sonorisation de ce type, qui fournissent souvent une puissance de 50 à 200 watts, sont souvent utilisés dans de petites salles comme les auditoriums des écoles, les églises et les cafés. Les petits systèmes de sonorisation peuvent s'étendre à un bâtiment entier, tel qu'un restaurant, un magasin, une école primaire ou un immeuble de bureaux. Une source sonore telle qu'un lecteur de disque compact ou une radio peut être connectée à un système de sonorisation afin que la musique puisse être diffusée par le système. Des systèmes plus petits, alimentés par des piles de 12 volts, peuvent être installés dans des véhicules tels que des bus d'excursion ou des bus scolaires, afin que le guide et/ou le chauffeur puisse parler à tous les passagers. Les systèmes portables peuvent être alimentés par une batterie et/ou être alimentés en branchant le système dans une prise électrique murale. Ils peuvent également être utilisés par des personnes s'adressant à des groupes plus restreints, par exemple lors de séances d'information ou de réunions d'équipe. Les systèmes alimentés par batterie peuvent être utilisés par les guides qui s'adressent à des clients lors de visites guidées.
Les systèmes de sonorisation se composent de sources d'entrée (microphones, dispositifs de lecture du son, etc.), d'amplificateurs, d'équipements de contrôle et de surveillance (par exemple, voyants lumineux, VU-mètres, casques) et de haut-parleurs. Les entrées habituelles comprennent les microphones pour la parole ou le chant, les entrées directes des instruments de musique et un dispositif de lecture des sons enregistrés. Dans les applications autres que les spectacles, il peut y avoir un système que les opérateurs ou les équipements automatisés utilisent pour choisir parmi un certain nombre de messages préenregistrés standard. Ces sources d'entrée alimentent des préamplificateurs et des routeurs de signaux qui dirigent le signal audio vers des zones sélectionnées d'une installation (par exemple, vers une seule section d'une école). Les signaux préamplifiés passent ensuite dans les amplificateurs. Selon les pratiques locales, ces amplificateurs amplifient généralement les signaux audio jusqu'à un niveau de ligne de haut-parleur de 50 V, 70 V ou 100 V. L'équipement de contrôle surveille les amplificateurs et les lignes de haut-parleur pour détecter les défauts avant qu'ils n'atteignent les haut-parleurs. Cet équipement de contrôle est également utilisé pour séparer les zones dans un système de sonorisation. Le haut-parleur convertit les signaux électriques en son.

## Grands systèmes de PA

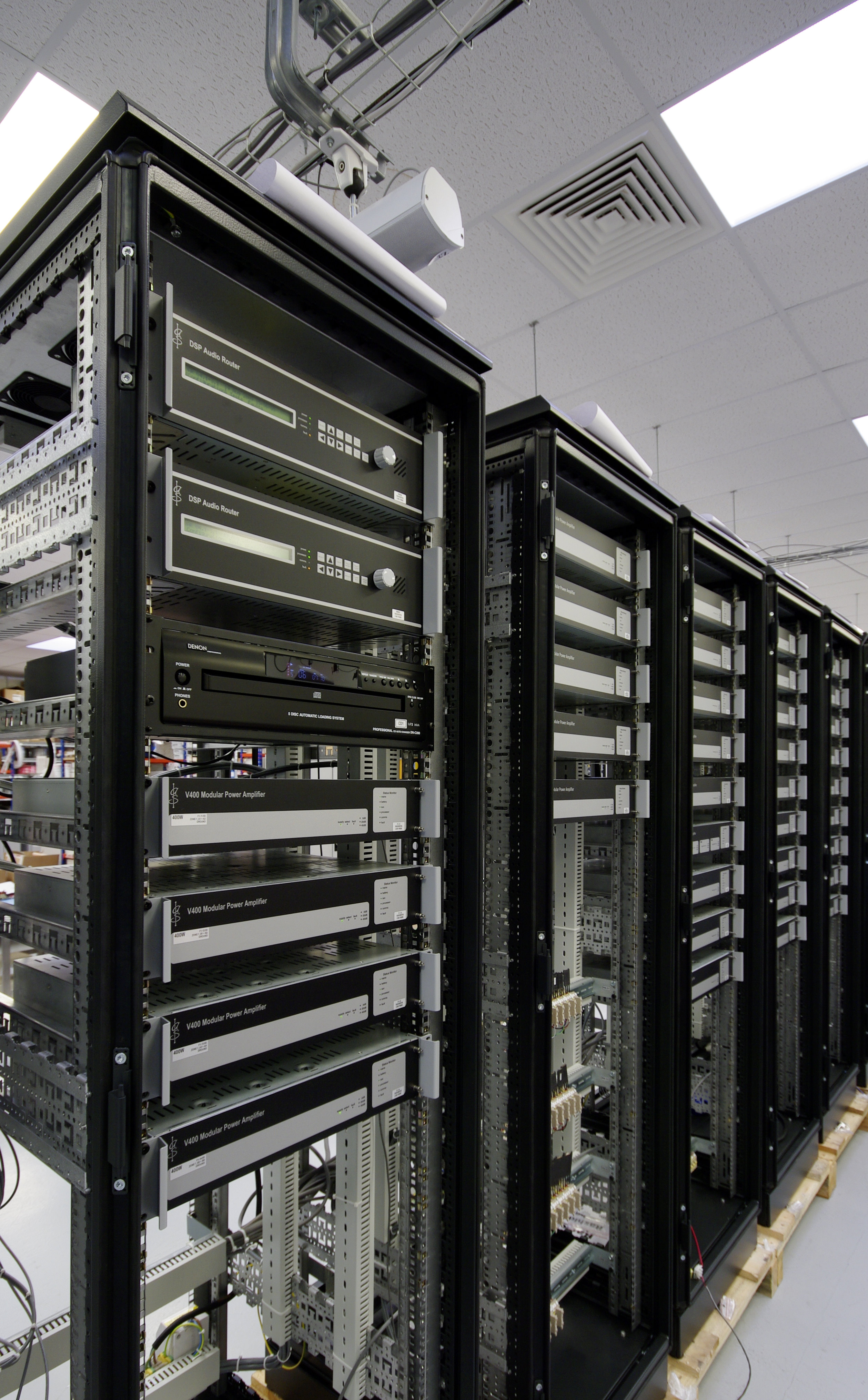
Système de sonorisation composé d'amplificateurs, de mélangeurs et de routeurs pour un grand aéroport international.

Certains systèmes de sonorisation ont des haut-parleurs qui couvrent plus d'un bâtiment, s'étendant à l'ensemble du campus d'une université, à des bureaux ou à un site industriel, ou à un complexe extérieur entier (par exemple, un stade de sport). Un système de sonorisation de grande taille peut également être utilisé comme système d'alarme en cas d'urgence.

Systèmes de sonorisation par taille et approche du subwoofer
| Installation du système de PA | Taille du lieu                                                                                |
| --- | --------------------------------------------------------------------------------------------- |
| Petit système : 2 enceintes de sonorisation à moyenne/haute fréquence montées sur poteau et 2 petits caissons de basses avec des caissons de basses de 15 ou 18 pouces (Remarque : ce système est utilisé dans les clubs où l'on joue du jazz, de la musique acoustique, de la musique country ou du rock doux).                                                           | Petit club pouvant accueillir jusqu'à 300 personnes                                           |
| Petit système à amplificateur puissant : 2 haut-parleurs de sonorisation à moyenne/haute fréquence à amplificateur puissant avec des woofers de 15" et un grand tweeter à pavillon ; deux caissons de basse à amplificateur puissant avec un ou deux caissons de basse de 18" (caissons de basse à attaque frontale, également appelés "front loaded" ou manifold-loaded). | Petit club pouvant accueillir jusqu'à 500 personnes                                           |
| Système de sonorisation de taille moyenne : 4 cabines d'enceintes de sonorisation de moyenne/haute fréquence multiwoofer plus grandes (par exemple, chacune avec deux woofers de 15") et quatre caissons de basses, soit à chargement frontal, soit à chargement par collecteur, soit à pavillon replié.                                                                   | Grands clubs d'une capacité de plus de 500 personnes, petits festivals de musique, foires.    |
| Système de sonorisation de grande taille : Plusieurs enceintes de sonorisation pour les moyennes et hautes fréquences, éventuellement montées en hauteur, et un certain nombre de caissons de basses (à percussion frontale, à chargement par collecteur ou à pavillon replié).                                                                                            | Les grandes salles d'une capacité de plus de 1000 personnes, les grands festivals de musique. |

## Systèmes de radiomessagerie téléphonique
Certains systèmes téléphoniques autocommutateur téléphonique privé (PBX) utilisent une installation de paging (téléappel) qui sert de liaison entre le téléphone et un amplificateur de sonorisation. Dans d'autres systèmes, l'équipement de paging n'est pas intégré au système téléphonique. Au lieu de cela, le système comprend un contrôleur de téléappel séparé connecté à un port de ligne du système téléphonique. L'accès au contrôleur de téléappel se fait soit par un numéro d'annuaire désigné, soit par une ligne centrale. Dans de nombreux systèmes modernes, la fonction de téléappel est intégrée au système téléphonique, de sorte que le système peut envoyer des annonces aux haut-parleurs du téléphone.
De nombreux détaillants et bureaux choisissent d'utiliser le système téléphonique comme unique point d'accès au système de téléappel, car les fonctions sont intégrées. Beaucoup d'écoles et d'autres grandes institutions n'utilisent plus les systèmes de sonorisation à microphone, volumineux et encombrants, et ont opté pour le système de téléappel, car il est accessible à partir de nombreux points différents dans l'école.

## PA sur IP
Le terme « PA sur IP » (PA over IP) fait référence aux systèmes de radiomessagerie et d'intercom qui utilisent un réseau IP (Internet Protocol), au lieu d'un amplificateur central, pour distribuer le signal audio aux emplacements de radiomessagerie dans un bâtiment ou un campus, ou n'importe où ailleurs dans la portée du réseau IP, y compris l'Internet. Des amplificateurs et des unités d'interphone connectés au réseau sont utilisés pour assurer la fonction de communication. À l'extrémité de transmission, une application informatique transmet un flux audio numérique via le réseau local, en utilisant les entrées audio de la carte son de l'ordinateur ou des enregistrements audio stockés. À l'extrémité de réception, des modules d'interphone spécialisés (parfois appelés haut-parleurs IP (en)) reçoivent ces transmissions réseau et reproduisent le signal audio analogique. Il s'agit de petits appareils réseau spécialisés adressables par une adresse IP, comme n'importe quel autre ordinateur du réseau.

## PA longue distance

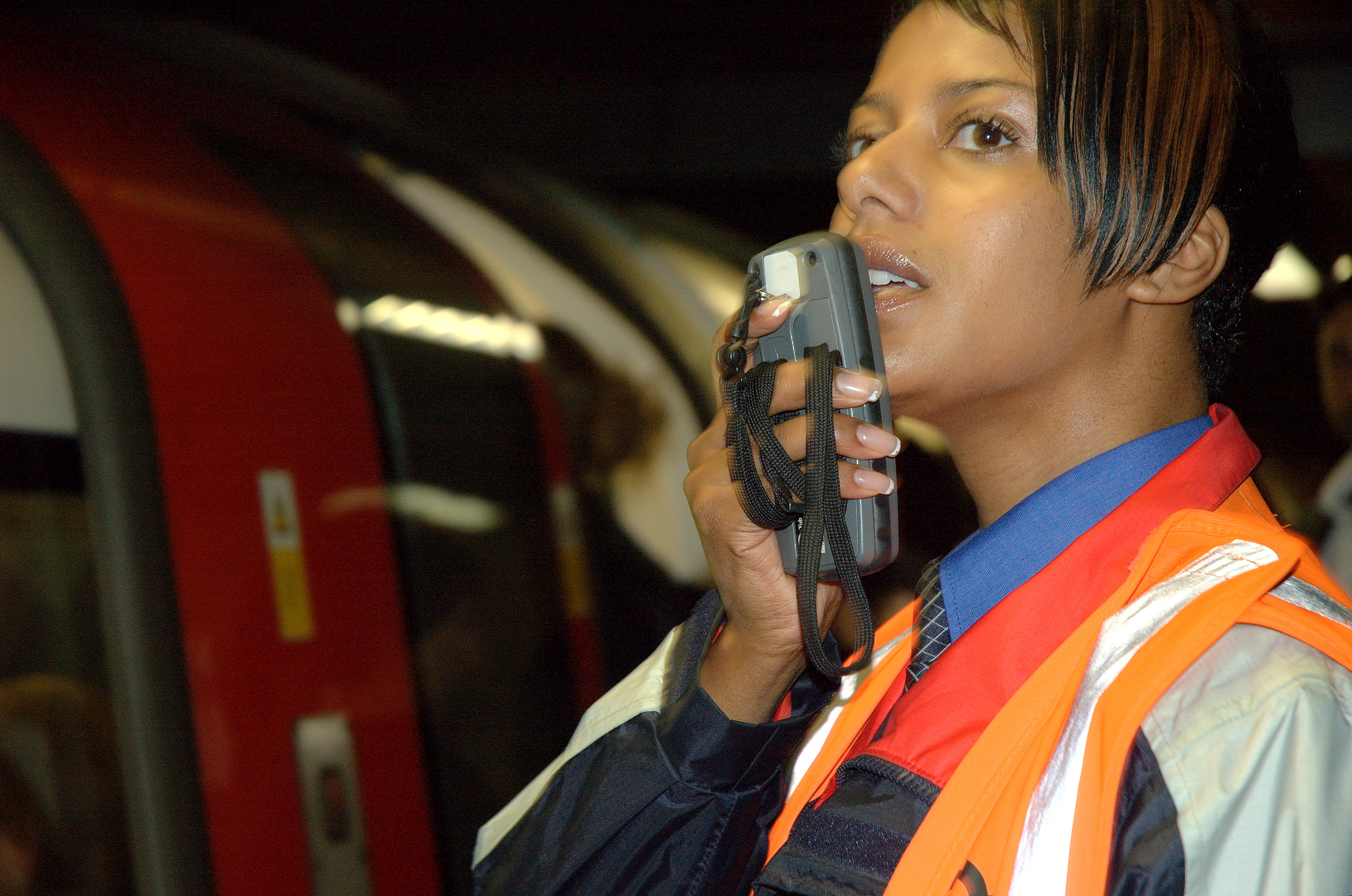
Un employé du London Underground faisant une annonce par système de sonorisation longue distance à l'aide d'un microphone radio RPA01 aux stations Bank et Monument.

Un système de sonorisation longue distance (Long Line Public Address ou LLPA) est un système de sonorisation dont l'architecture est distribuée, normalement sur une vaste zone géographique. Les systèmes de ce type sont couramment utilisés dans les industries du ferroviaire, du métro léger et du métro, et permettent de déclencher des annonces à partir d'un ou plusieurs emplacements vers le reste du réseau sur des lignes de cuivre traditionnelles à faible bande passante, normalement des lignes RTPC utilisant des modems DSL (en), ou des médias tels que la fibre optique, ou le GSM-R, ou des réseaux basés sur IP.
Les systèmes ferroviaires ont généralement une interface avec un système d'aide à l'exploitation et à l'information voyageurs (Passenger Information System ou PIS), dans chaque gare. Ces serveurs sont reliés à des descripteurs de train, qui indiquent l'emplacement du matériel roulant sur le réseau à partir de capteurs situés sur les équipements de signalisation au sol. Le PIS invoque un message stocké à diffuser à partir d'un système d'annonces vocales numériques local ou distant, ou une série de fragments de message à assembler dans le bon ordre, par exemple : " / le / 23.30 / Great_Western_Railway / Night_Riviera_sleeper_service (en) / de / London_Paddington / vers / Penzance / .... / partira du quai / un / ce train est formé de / 12_voitures /." Les messages sont acheminés via un réseau IP et sont diffusés sur des équipements d'amplification locaux. L'ensemble de la sonorisation, de l'acheminement, du DVA, de l'affichage pour les passagers et de l'interface PIS est désigné sous le nom de " système d'information des clients (CIS) ", un terme souvent utilisé de manière interchangeable avec « système à l'information voyageurs »[citation nécessaire].